# バミューダ・トライアングル (ミニシリーズ)
バミューダ・トライアングル(The Triangle)は、アメリカ合衆国制作のSFサスペンス・テレビドラマ（ミニシリーズ）で、総製作費24億円という大作である。2005年12月に全米SF専門局サイファイ・チャンネルで放送された。

## あらすじ
海運王ベニラル(サム・ニール)の所有するタンカーがバミューダ・トライアングルで謎の事故に遭遇、ベニラルはこの事件を解明するため各界のエキスパート4人を雇う。
超常現象を疑問視するジャーナリストのハワード(エリック・ストルツ)、予知能力
を持つ超能力者スタン(ブルース・デイビソン)、探検家でもある気象学教授ブルース(マイ
ケル・ロジャース)、海底採掘の専門家エミリー(キャサリン・ベル)はバミューダ海域に調
査に向かい、怪現象に遭遇する。 
一方、この海域で事故に遭遇して生還したグリーンピースの一員、ミーノ(ルー・ダイアモンド・フィリップス)は記憶障害に悩む・・・

## スタッフ
- 監督:クレイグ・R・バクスリー
- 脚本：ロックニー・S・オバーノン、ディーン・デブリン、ブライアン・シンガー
- 衣装：モイラ・アンマイヤー
- 美術：クリストフ・ダールベルク
- 編集：サニー・バスキン、ランディ・ジョン・モーガン
- 製作総指揮：ディーン・デブリン、ロックニー・S・オバーノン、ブライアン・シンガー
- 製作：ケリー・ヴァンホーン、フォルカー・エンゲル、マーク・ワイガート

## キャスト
- サム・ニール：エリック・ベニラル/海運王
- エリック・ストルツ：ハワード・トーマス/ジャーナリスト
- マイケル・ロジャース：ブルース・ゲラー/気象学者
- ブルース・デイヴィソン：スタン・レイサン/超能力者
- キャサリン・ベル：エミリー・パターソン/海洋学者
- ルー・ダイアモンド・フィリップス：ミーノ・パロマ/グリンピースの活動家
- リサ・ブレンナー：ヘレン・パロマ/ミーノの妻
- ジョン・スローン：アロン・アッカーマン/ハンドラー
- ミッチェル・オーバマイヤー：ルーベン/ミーノの息子
- ニコラス・ブロンクホースト：ディラン/ミーノの息子

## 受賞歴
- 32nd Annual Saturn Awards Best Television Presentation: Tie MASTERS OF HORROR
- 2006年エミー賞 クリエイティブアート部門特殊視覚効果賞

## 関連商品
- DVD　2007年2月23日
- ノベライズ